# Mahafaly
Cet article concerne le peuple. Pour la langue, voir Mahafaly (langue).
Les Mahafaly forment une ethnie du sud-ouest de Madagascar. Ils vivent sur un vaste plateau calcaire du même nom, entre les fleuves Menarandra et Onilahy.247 000 habitants

## Ethnonymie
Selon les sources, on observe plusieurs variantes : Mahafalay, Mahafale, Mahafaley, Mahafali, Mahafalys, Mehafaly.

## Histoire

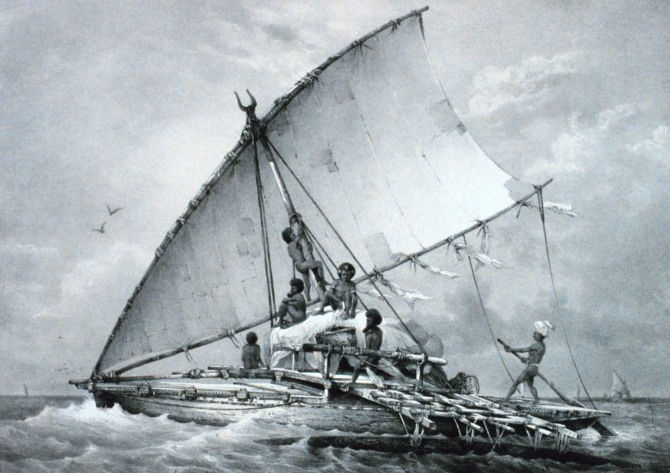
Waka - « canoë à balancier » austronésien (qui a donné en malgache le mot vahoaka-le « peuple », du proto-austronésien *va-waka - « ceux des canoës », « peuple de la mer ») : les premiers Ntaolo austronésiens ont probablement utilisés de semblables pour parvenir jusqu'à Madagascar en partant des îles de la sonde.

### Une origine austronésienne commune à toute l'île: lesVahoaka Ntaolo-VazimbaetVezo(350 av J.-C. 1500)

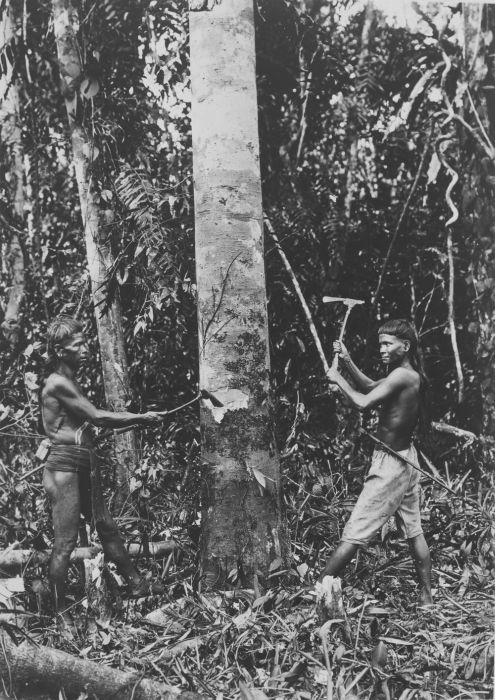
Vaγimba - « ceux de la forêt » en proto-Barito du Sud-Est (ancienne langue austronésienne parlée notamment à Borneo). Photo Wikicommons : Dayak de Borneo.

Les nombreuses recherches pluridisciplinaires récentes — archéologiques, génétiques, linguistiques et historiques — confirment toutes que l'ensemble du peuple malgache est primordialement originaire de l'archipel indonésien. Arrivés probablement sur la côte Ouest de Madagascar en canoë à balancier (waka) au début de notre ère — 300 ans avant selon les archéologues —, ces pionniers navigateurs austronésiens sont connus de la tradition orale malgache sous le nom des Ntaolo (de *(n)ta(u/w) — *olo — « les hommes d'avant », « les anciens », de *(n)ta(u/w) — « hommes » et *olo — « premier », « origine », « début », « tête » en  proto-Malayo-Polynésien (MP)). Il est également probable que ces anciens se nommaient eux-mêmes les Vahoaka (de Va-*waka « peuple/ceux des canoës » ou « peuple de la mer », de *waka-"canoë (à balancier)" en proto-MP), terme signifiant simplement aujourd'hui le "peuple" en malgache.
Sur le plan morphologique et phénotypique, cette origine Sud-Est asiatique première des Malgaches explique, par exemple au niveau des yeux, le  « pli épicanthal » asiatique de la paupière supérieure (epicanthic fold) répandu chez tous les Malgaches qu'ils soient des côtes ou des hauts plateaux, qu'ils aient la peau claire, sombre ou cuivrée.
Ces vahoaka ntaolo (« peuple d'origine » ou « peuple premier ») austronésiens sont à l'origine de la langue malgache commune à toute l'île, ainsi que de tout le fonds culturel malgache commun : coutumes anciennes (comme celle d'ensevelir les défunts dans une pirogue au fond de la mer ou d'un lac), agriculture ancienne (la culture du taro-saonjo, de la banane, de la noix de coco et de la canne à sucre), l'architecture traditionnelle (maison végétale à base carrée sur pilotis), la musique (les instruments comme la conque marine antsiva, le tambour de cérémonie hazolahy, le xylophone atranatrana, la flûte sodina ou encore la valiha) et la danse (notamment la "danse des oiseaux" que l'on retrouve à la fois au centre et dans le Sud).
Au tout début du peuplement, appelé « période paléomalgache », les Ntaolo se subdivisèrent, selon leurs choix de subsistance en deux grands groupes : les Vazimba (de *ba/va-yimba-"ceux de la forêt", de *yimba-« forêt » en proto Sud-Est Barito (SEB), aujourd'hui barimba ou orang rimba en malais) qui s'installèrent — comme leur nom l'indique — dans les forêts de l'intérieur et les Vezo (de *ba/va/be/ve-jau, « ceux de la côte » en proto-Malayo-Javanais, aujourd'hui veju en bugis et bejau en malais, bajo en javanais) qui restèrent sur la côte Ouest.
Le qualificatif Vazimba désignait donc à l'origine les Ntaolo chasseurs et/ou cueilleurs qui décidèrent de s'établir « dans la forêt », notamment dans les forêts des hauts plateaux centraux de la grande île et celles de la côte Est et Sud-Est, tandis que les Vezo étaient les Ntaolo pêcheurs qui restèrent sur les côtes de l'Ouest et du Sud (probablement les côtes du premier débarquement).

### La période féodale malgache: naissance des grands royaumes (1600-1895)
Dès la fin du premier millénaire jusqu'à 1600 environ, les Vazimba de l'intérieur autant que les Vezo des côtes accueillirent de nouveaux immigrants moyen-orientaux (Perses Shirazi, Arabes Omanites, Juifs arabisés) et orientaux (Indiens Gujarati, Malais, Javanais, Bugis) voire européens (Portugais) qui s'intégrèrent et s'acculturèrent à la société Vezo et Vazimba, souvent par alliance matrimoniale. Bien que minoritaires, les apports culturels, politiques et technologiques de ces nouveaux arrivants à l'ancien monde Vazimba et Vezo modifièrent substantiellement leur société et sera à l'origine des grands bouleversements du XVIe siècle qui conduiront à l'époque féodale malgache.

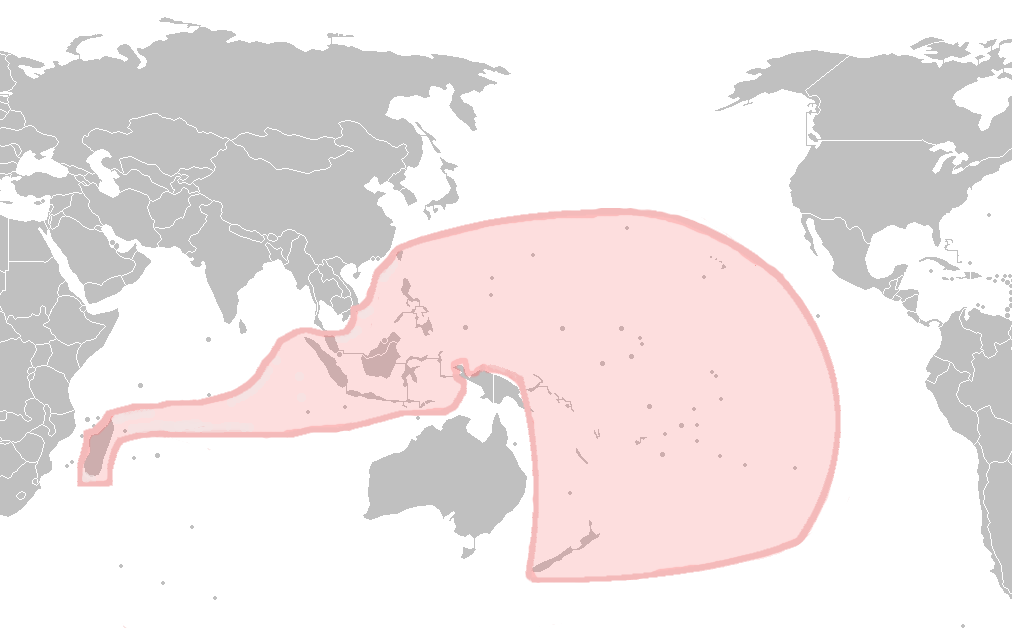
Carte de l'expansion des austronésiens.

À l'intérieur des terres, les luttes pour l'hégémonie des différents clans Vazimba des hauts plateaux centraux (que les autres clans Vezo des côtes appelaient les Hova) aboutirent à la naissance des ethnies et/ou royaumes Merina, Betsileo, Bezanozano, Sihanaka, Tsimihety et Bara.
Sur les côtes, l'intégration des nouveaux immigrés orientaux, moyen-orientaux et africains donnèrent naissance aux ethnies et/ou royaumes Antakarana, Boina, Menabe et Vezo (Côte Ouest), Mahafaly et Antandroy (Sud), Antesaka, Antambahoaka, Antemoro, Antanala, Betsimisaraka (Côte Est).
La naissance de ces grands royaumes « néo-Vazimba »/« néo-Vezo » modifia essentiellement la structure politique de l'ancien monde des Ntaolo, mais la grande majorité des anciennes catégories demeurèrent intactes au sein de ces nouveaux royaumes : la langue commune, les coutumes, les traditions, le sacré, l'économie, l'art des anciens demeurèrent préservés dans leur grande majorité, avec des variations de formes selon les régions.

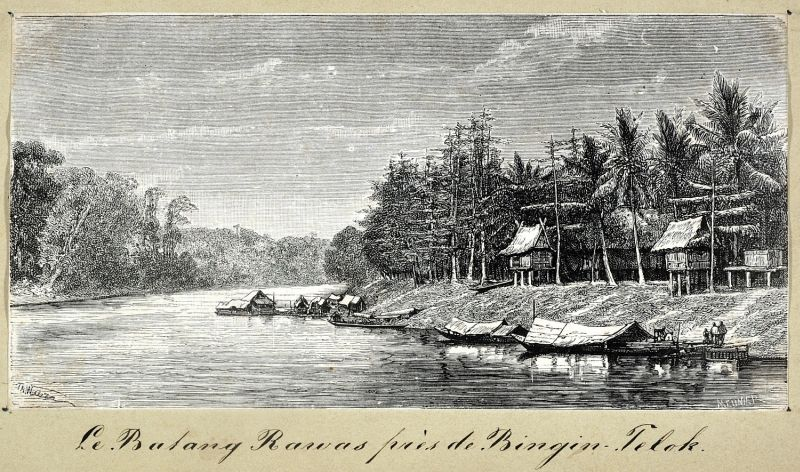
Village austronésien avec levu sur pilotis (*levu-« maisons » en proto-austronésien qui a donné en malgache an-devu -« à la maison ») : tous les villages des ntaolo vazimba et vezo de Madagascar étaient probablement similaires au premier millénaire. On retrouve d'ailleurs encore ce modèle aujourd'hui sur toutes les côtes de la grande île et dans les zones intérieures reculées (forêts, etc.).

## Langue
Le dialecte mahafaly est une branche du malgache, une langue austronésienne de la branche Malayo-polynésienne.

## Culture

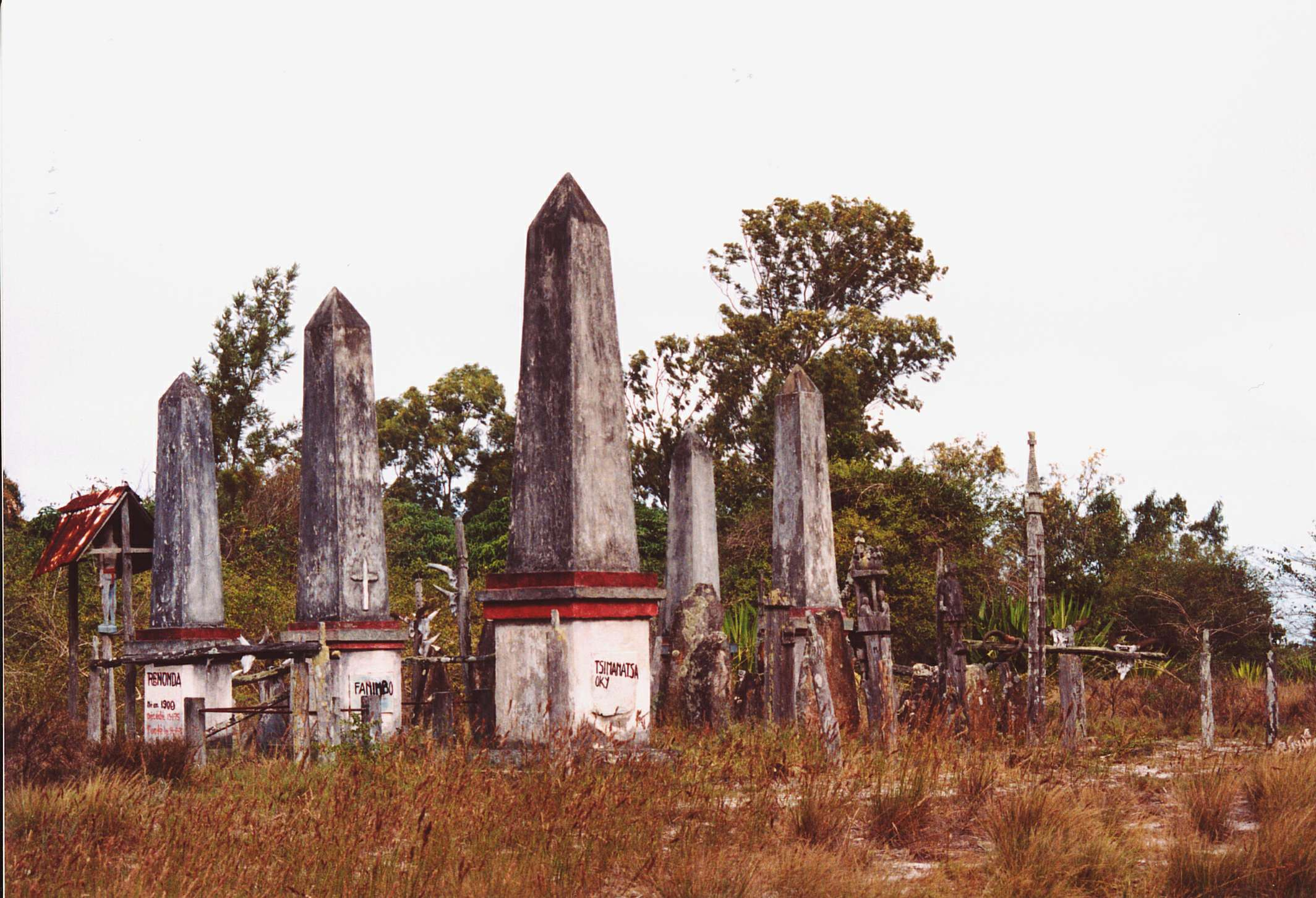
Tombes Mahafaly avec symboles chrétiens (sud de Madagascar).

### Filmographie
- Omby, l'élevage en pays Mahafale, film documentaire réalisé par Jacques Lombard, Orstom Audiovisuel, Paris, 1988, 29 min (VHS)